# 啬青斑蝶
啬青斑蝶（学名：Tirumala septentrionis），又名薔青斑蝶、小紋淡青斑蝶、細紋青斑蝶，为蛺蝶科青斑蝶屬下的一个种。是一种生活在南亚和东南亚的蛱蝶科蝴蝶。

## 描述
本種雌雄外觀相近，雌雄二型性不明顯。雄蝶頭、胸、腹及四肢皆為黑褐色並帶白色斑紋，前足匕狀癒合；翅膀呈黑褐色，具藍白色半透明斑與細條紋，前翅中室斑分為內帶與外點，後翅CuA2脈處具灰色性標，並具黃白色氣味刷。雌蝶形態類似，但無性標與氣味刷，前足可分節並具爪。
展翅 75–95 毫米，翅面黑褐色帶青色條狀斑，前翅基部中央青斑下方有一特徵斑紋，形狀狹長且尖，與琉球青斑蝶、淡色小紋青斑蝶不同。翅腹面斑紋與背面相似，色澤為近似種中最深。雄蝶下翅腹面具瘤片。

## 分布
啬青斑蝶分布在喜马拉雅山脉，包括缅甸、印度南部奥里萨邦、西高止山脉和斯里兰卡。

## 习性
这个品种大部分（78%）根据季节不同迁徙。印度南部的多数物种在迁徙季节迁徙，雌性和雄性迁徙数目相当。

## 棲地
普遍分布於臺灣低至中海拔山區，幼蟲寄主為布朗藤、鷗蔓等蘿藦科植物，成蟲好訪花，為常見物種。